# Јован Ћоровић
Јован Ћоровић (Врточ Поље, код Жабљака, 10. октобар 1913 — Стабна, код Плужина, 16. новембар 1942), учесник Народноослободилачке борбе и народни херој Југославије.

## Биографија
Ћоровић је као средњошколац приступио револуционалном покрету. Члан КПЈ од 1936. Због политичког рада више пута прогањан и хапшен (Пљевља, Беране, Пећ, Скопље, Београд, Жабљак).
Организатор је устанка у шавничком срезу, политички секретар СК КПЈ Шавник (од октобра 1941). Од јуна до новембра 1942, у тешким условима италијанско-четничког терора, руководио је илеганмим радом НОП-а у шавничком срезу. Кад је 16. новембра 1942. године с групом илегалаца био опкољен, да не би жив пао непријатељу у руке, извршио је самоубиство заједно са организационим секретаром СК КПЈ за Шавник Богданом Котлицом.
Указом Президијума Народне скупштине Федеративне Народне Републике Југославије, 20. децембра 1951. године, проглашен је за народног хероја.